# (74) Galatea
(74) Galatea is een grote C-type hoofdgordel planetoïde. Het oppervlak is zeer donker van kleur, met een albedo van slechts 0,034. Galatea werd op 29 augustus 1862 ontdekt in Marseille, Frankrijk,  door de komeetontdekker Ernst Tempel. Het was zijn derde ontdekking van een planetoïde. De planetoide is vernoemd naar een van de twee Galatea's in de Griekse mythologie. Een sterbedekking door Galatea werd waargenomen op 8 september 1987. Naam Galatea is ook de naam van een van de manen van Neptunus.
Fotometrische waarnemingen van deze planetoïde in 2008 bij het Organ Mesa Observatory in Las Cruces, New Mexico gaven een lichtkromme met een rotatieperiode van 17,270 ± 0,002 uur en een helderheidsvariatie van 0,08 ± 0,01 in magnitude. 